# Georg August Benjamin Schweikert

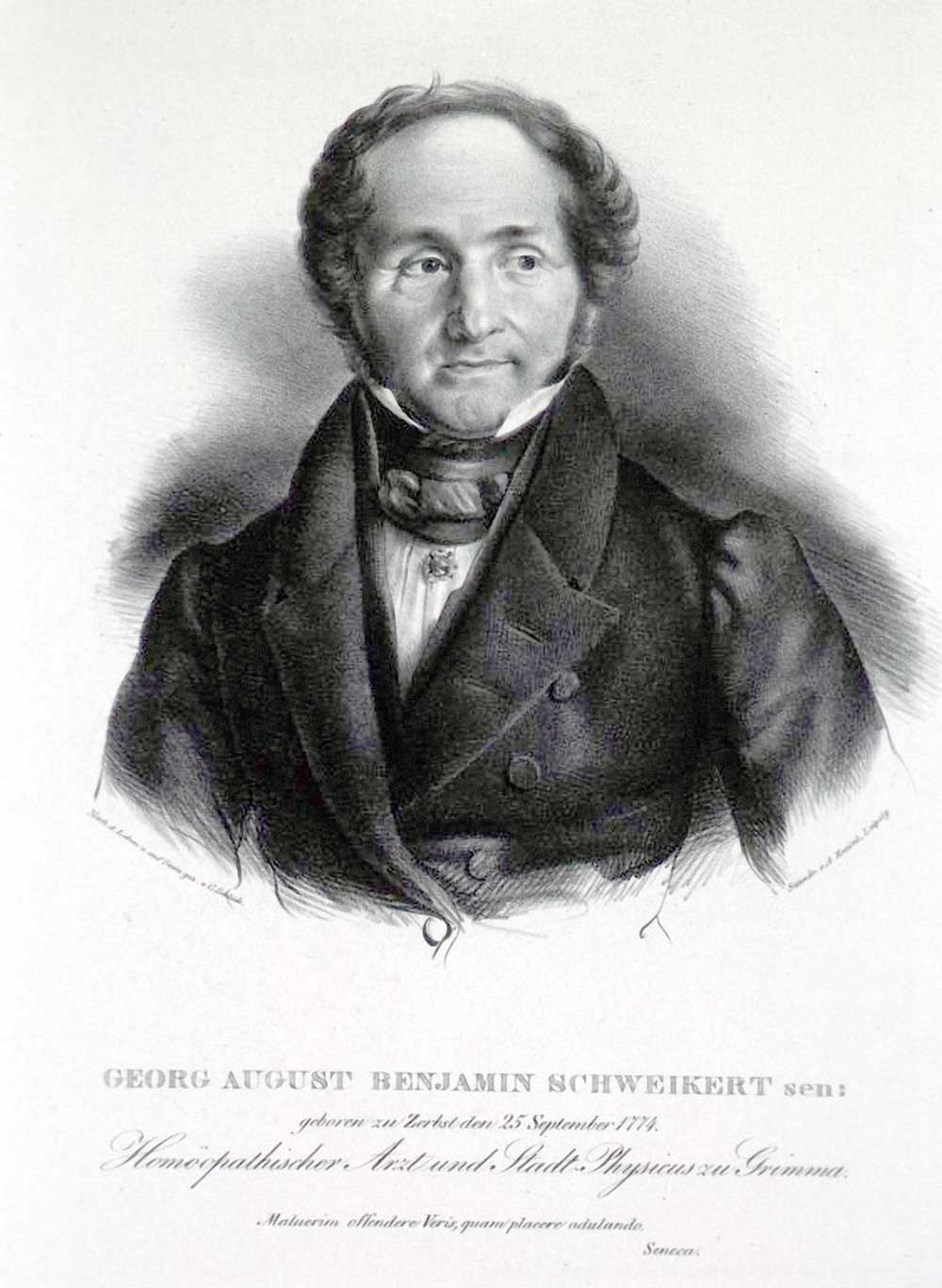
Georg August Benjamin Schweikert

Georg August Benjamin Schweikert (* 25. September 1774 in Ankuhn; † 15. Dezember 1845 in Breslau) war ein deutscher Mediziner und Pionier der Homöopathie.

## Leben
Georg August Benjamin Schweikert war der älteste Sohn des damaligen Pastors an der St. Marienkirche Benjamin Gottfried Schweikert und der Johanne Christine Richter, der Tochter des Zörbiger Pfarrers Georg Gottfried Richter. Er stammte aus einer alten evangelischen Pfarrerfamilie. Wie damals üblich hatte er vom Vater den ersten Unterricht erhalten und die Bartholomäusschule in Zerbst besucht. 1792 ging er an die Domschule Magdeburg, wo er nach einem Unterricht in den allgemeinen Fächern der allgemeinen Grundwissenschaften am 22. September 1794 sein Abschlusszeugnis erhielt. Seine Ausbildung setzte er 8. Oktober 1794 am Gymnasium Illustre Zerbst fort. Bereits früh hatte für Schweikert festgestanden, dass er sich einem Studium widmen wollte. Bereits am 3. Dezember 1793 hatte er sich in den Matrikeln der Universität Göttingen deponieren lassen, wo er auch nach seiner Zerbster Ausbildung anfänglich zu studieren haben scheint.
Denn am 4. April 1795 weist ihn ein Matrikeleintrag an der Universität Wittenberg aus, dass er als Student seine Ausbildung dort fortsetzte. In Wittenberg scheint er vielmehr nur seine philosophische Grundlagenbildung fortgesetzt zu haben, um sich das nötige Rüstzeug für ein Studium der medizinischen Wissenschaften zu erwerben. Ende 1795 ging er nach Jena, wo er eine Unterkunft bei Justus Christian Loder fand und sich am 11. Mai 1796 in die Matrikel der Universität Jena einschrieb. Hier widmete sich Schweiker dem Studium der medizinischen Wissenschaften bei Christoph Wilhelm Hufeland. Vier Jahre später hatte Schweiker am 15. August 1799 seine Zulassung zum Arzt erhalten und promovierte am 5. Oktober 1799 mit der Abhandlung De pollutionibus zum Doktor der Medizin. Anschließend praktizierte er in Zerbst. Persönliche Gründe bewogen ihn 1801 auf Rat von Hufeland und Loder, sich in das nicht weit entfernt gelegene Wittenberg zu begeben.
In Wittenberg beteiligte er sich an der Verbesserung der Geburtshilfe, um welche Hilfe er vom Wittenberger Bürgermeister Johann Benjamin Thomä gebeten worden war. Am 4. Dezember 1801 habilitierte sich Schweikert mit der Abhandlung Argumenta quaedam, quae pro solvendis arte secundinis proferri solent, welche Arbeit sich mit dem künstlichen Lösen von Nachgeburten beschäftigte. Als Privatdozent betätigte er sich in der Folgezeit bei der Hebammenausbildung und wurde 1802 Stadtacoucheur. Als solcher musste er sich bei komplizierten Geburtsvorgängen, als Arzt den Hebammen zur Seite stehen und sie dabei unterstützen. Am 14. November 1806 wurde er als Kandidat des Rates der Stadt Supernumerarius und am 2. Februar 1807 wurde er in den Wittenberger Stadtrat aufgenommen. Als solcher initiierte er 1808 die Errichtung eines neuen Stadtkrankenhauses, welches jedoch nur kurze Zeit von 1813 bis 1814 bestehen sollte.
In Wittenberg hatte Schweikert begonnen, als Autor aktiv zu werden. 1802 veröffentlichte er die Schrift Glückliche Heilung der Rose neugeborener Kinder und die Abhandlung Eine Opiatvergiftung am ersten Tage des Lebens. Geheilt von D. Schweickert. Diesen folgte 1805 im Journal für die Chirurgie, Geburtshülfe und gerichtliche Arzneykunde sein Aufsatz Beobachtung eines hydrops hydatidosus nebst der Leichenöffnung. Gerade die erlebten Schicksale der Koalitionskriege nötigten ihn Wittenberg zu verlassen. Wittenberg, als damals sächsische Stadt, war dabei von den Verbündeten Franzosen in die Hand von Preußen gefallen. Schweikert wurde 1812 Direktor und Oberarzt des Wittenberger Militärkrankenhauses, wobei er eine Vielzahl vor allem von französischen Soldaten zu behandeln hatte. Die Universität wurde ausgelagert und die Stadt selbst wurde durch die militärischen Auseinandersetzungen in Mitleidenschaft gezogen. Auch private Gründe mögen den Ausschlag darüber gegeben haben, dass er Wittenberg verließ und am 17. Juli 1814 nach Grimma ging.
In Grimma fand er am 8. August 1814 als Schularzt an der dortigen Fürstenschule ein neues Betätigungsfeld und wurde am 29. Dezember desselben Jahres in Grimma zum Stadtphysikus ernannt. In dieser Funktion engagierte er sich für die Verbesserung der dortigen medizinischen Einrichtungen. In Grimma begann Schweikert sich 1820 mit den damaligen Forschungen der Homöopathie von Samuel Hahnemann zu beschäftigen, mit dem er in Kontakt trat. In den Jahren 1826 bis 1830 verfasste Schweikert, auf Hahnemanns Anregung, insgesamt vier Hefte der Materialien zu einer vergleichenden Heilmittellehre zum Gebrauch für homöopathisch heilende Aerzte, nebst einem alphabetischen Register über die positiven Wirkungen der Heilmittel auf die verschiedenen einzelnen Organe des Körpers und auf die Functionen derselben. Diese Hefte bildeten eine der ersten Darstellungen von Hahnemanns Reiner Arzneimittellehre praktisch ab. Sie fanden aber wenig Anerkennung, da sie umständlich verfasst worden waren.
1828 erschien in Ernst Stapfs Archiv für die homöopathische Heilkunst der Aufsatz Aphoristische Reflexionen, entstanden beim Vergleichen des allopathischen Verfahrens mit dem homöopathischen am Krankenbette, der zeigt, inwieweit sich Schweikert schon in der praktischen Anwendung der Homöopathie bewegt. Eine Frucht der Zusammenarbeit mit Hahnemann wurde 1829 die Zeitung der naturgesetzlichen Heilkunst, welche als Blatt des damals gegründeten Vereins zur Beförderung und Ausbildung der homöopathischen Heilkunst diente. Am 1. September 1830 schied er aus seinen medizinischen Verpflichtungen als Schularzt in Grimma aus, blieb aber weiter noch dreieinhalb Jahre Stadtphysicus daselbst. Während jener Zeit beteiligte er sich an den organisatorischen Aufgaben des Vereins. Obwohl Hahnemann Schweikert gern als Gründungsrektor des homöopathischen Krankenhauses am 22. Januar 1833 in Leipzig gesehen hätte, blieb Schweikert weiter in seiner Grimmaer Dienststellung.
Nachdem die Zwistigkeiten im Lager der Homöopathen weitgehend beruhigt waren und Moritz Wilhelm Müller als Anstaltsleiter der Leipziger Klinik zurückgetreten war, wurde Schweikert als Anstaltsleiter der homöopathischen Klinik im September 1833 gewählt. Ende des Jahres 1833 verließ er Grimma um am 1. Januar 1834 sein neues Amt in der Leipziger Johannesvorstadt in der Glockenstraße 1 zu übernehmen. In der damals 25 Betten fassenden Klinik, hatte Schweikert anfänglich mit personellen Problemen zu kämpfen, die jedoch bald beigelegt wurden. Er änderte den Behandlungsstil seines Vorgängers und machte sich daran dort auch bauliche Veränderungen vorzunehmen. Durch die ökonomische Straffung der Verwaltung erreichte er fast eine finanzielle autarke Situation der Anstalt.
Jedoch hatte sich am 10. August 1834 sich der homöopathische Verein für eine Zeit von einem Jahr wieder aufgelöst, womit eine elementare Geldquelle für die Klinik versiegte. Hinzu kam das sein Förderer Hahnemann 1835 nach Paris zog, womit die Feindseligkeiten seiner Kollegen gegen ihn offen zu Tage traten. Der Neid und die Missgunst nahmen gegen ihn in der Folge immer groteske Formen der Unterstellungen an. Schweikert zog daher am Homöopathiekongress am 10. August 1835 in Braunschweig die Konsequenz und verkündete seine Kündigung. Offiziell führte er private Probleme als Gründe derselben an, welche ihm die Ausübung des Amtes des Direktors der Leipziger Homöopathischen Klinik nicht erlaubte. Nachdem er seine Stellung noch vertraglich bis zum Jahresende ausgefüllt hatte, begab er sich im Frühjahr 1836 nach Breslau.
Schweikert, der bereits seit 1832 Mitglied des Lausitzer Vereins homöopathischer Ärzte geworden war und dessen Ehrenmitglied seit 1833 war, sowie 1834 der Société de médecine homéopathique in Paris, fand im schlesischen Breslau ein geeignetes Umfeld um im April 1836 seine eigene homöopathische Praxis zu errichten. Hier erwarb er sich noch einiges Ansehen und bewirkte durch seine Behandlungen eine weitere Anerkennung der Homöopathie. Bis ins hohe Alter führte er weiter Behandlungen an Erkrankten durch, bis ihm am 15. Dezember 1845 um 15 Uhr ein Hirnschlag seinem Leben ein Ende setzte. Seine letzte Ruhestätte fand er auf dem heute verschwundenen St. Christopherusfriedhof, dessen Gemeinde er in seinen letzten Lebensjahren angehört hatte. Der von seinen Freunden gestiftete Grabstein enthielt neben seinen Lebensdaten seinen Leitspruch Malurim offendere veris, quam placere adulando (lieber möchte ich bei den Aufrichtigen Anstoß erregen, als durch Schmeichelei gefallen).

## Wirken
Schweikert hatte in einer Zeit gelebt, in der die Homöopathie sehr argwöhnisch betrachtet wurde. Sie entsprach nicht den naturwissenschaftlichen Kenntnisstand seiner Zeit und wurde damals auch von den medizinischen Praktikern seiner Zeit sehr bezweifelt. Sie führten bei ihrer Verurteilung der Homöopathie häufig an, dass es sich ausschließlich um Gifte handle, mit denen man Menschen heilen suchte. Dabei wurde jedoch schon zur damaligen Zeit der Ausspruch von Paracelsus vernachlässigt: Alle Dinge sind Gift, und nichts ist ohne Gift. Allein die Dosis macht, dass ein Ding kein Gift ist. Die Erfolge die Schweikert mit seiner Behandlungsmethode erzielte, blieben dabei im Hintergrund. Vielmehr verteufelte man seine Ausführungen. Dennoch fanden viele argwöhnische Menschen den Weg zu ihm und seinen Mitkollegen.
Denn er hatte in der Homöopathie einen schnellen und sanften Weg gesucht, welcher mit sehr geringem Aufwand von Geld und Zeit betrieben werden konnte. Seinen Standpunkt musste er dabei gegen unaufgeschlossene Zeitgenossen oft persönlich verteidigen. Schweikert fasste seinen Beruf als regelrechte Berufung auf, so dass das Wohl des Kranken bei ihm stets an erster Stelle stand. Diese uneigennützige Bestrebungen fanden erst in späteren Zeiten Betrachtung. Heute hat die Moderne mikrobiologische Forschung nachgewiesen, inwieweit sich in Zellen andockende Elementarteilchen bzw. Enzymen gegenüber verhalten können. Daher finden homöopathische Behandlungen immer weiteren Zulauf und haben im Bereich der Pharmakologie einen festen Platz.

## Familie
Schweikert war drei Mal verheiratet.
Aus der Ehe mit Rosine Wilhelmine Frederike Sophia Stier (1774 – 8. Januar 1801), der Witwe des Hofchirurgen Johann Valentin Heinrich Köhler, stammt der Sohn Gustav (* 10. Dezember 1800 in Zerbst; † 12. Dezember 1800 ebenda).
Seine zweite Ehe schloss er am 2. Januar 1803 in Wittenberg mit Henriette Giese (1778–1845), der Tochter des Wittenberger Stadtrates und späteren Bürgermeisters Christian Friedrich Giese. Aus der Ehe stammen der bekannte Julius Schweikert (1807–1876) und die Tochter Agnes (1806–1835), welche später den Postsekretär Steude aus Torgau heiratete.
Nach der Scheidung von seiner zweiten Frau verheiratete er sich am 9. April 1815 in Albrechtshain mit Christine Wilhelmine Spilke, vorher verheiratete Breslau aus Rothenburg/Saale. Dieser Ehe entstammen der Sohn Johann Gustav Schweikert (* 3. Januar 1816 in Grimma) und die Tochter Anna Thekla (* 19. April 1817 in Grimma).